# Tourisme religieux
Pour l’article homonyme, voir Tourisme (homonymie).

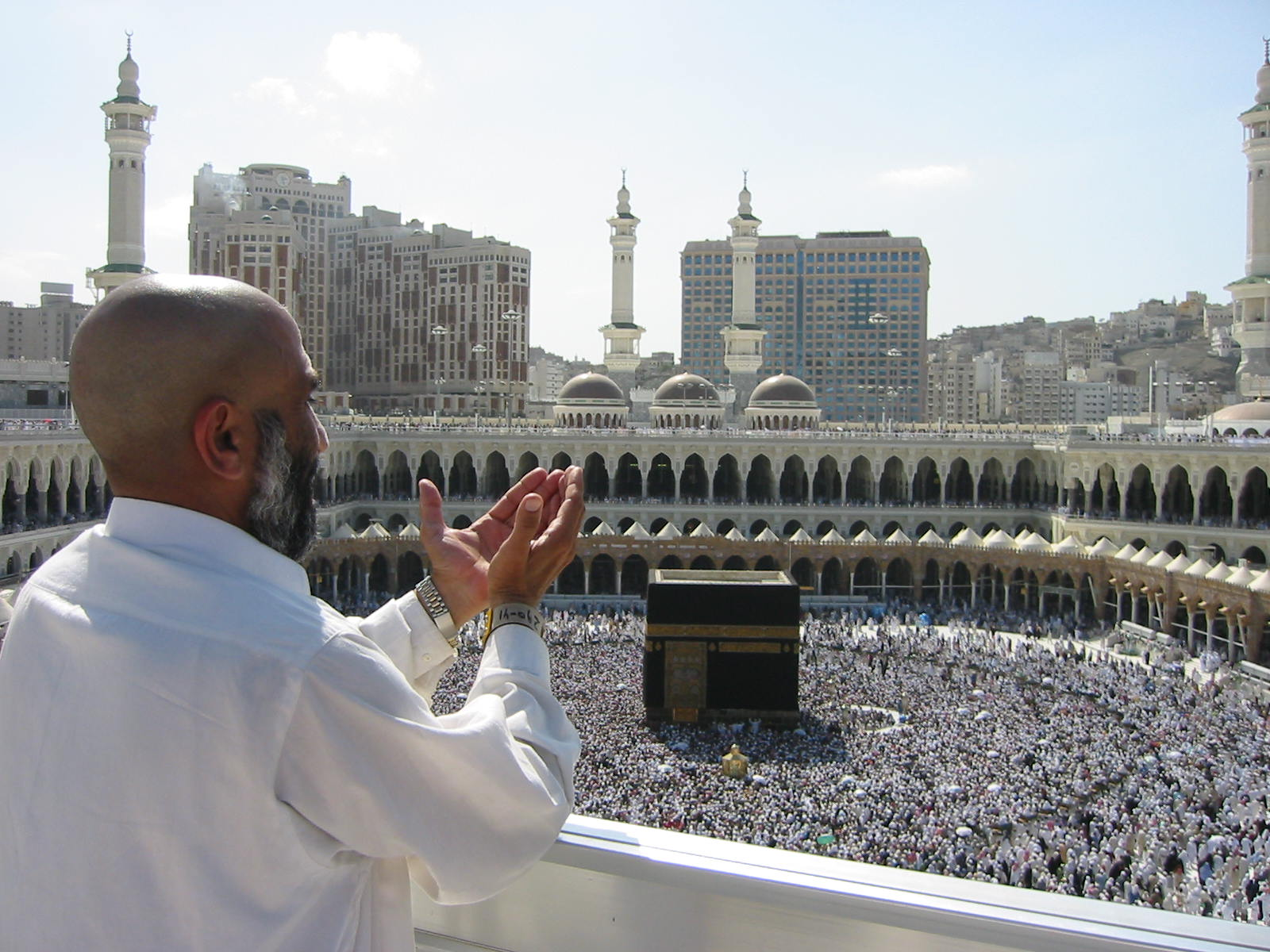
Un pèlerin priant depuis la mosquée Masjid al-Haram de la Mecque.

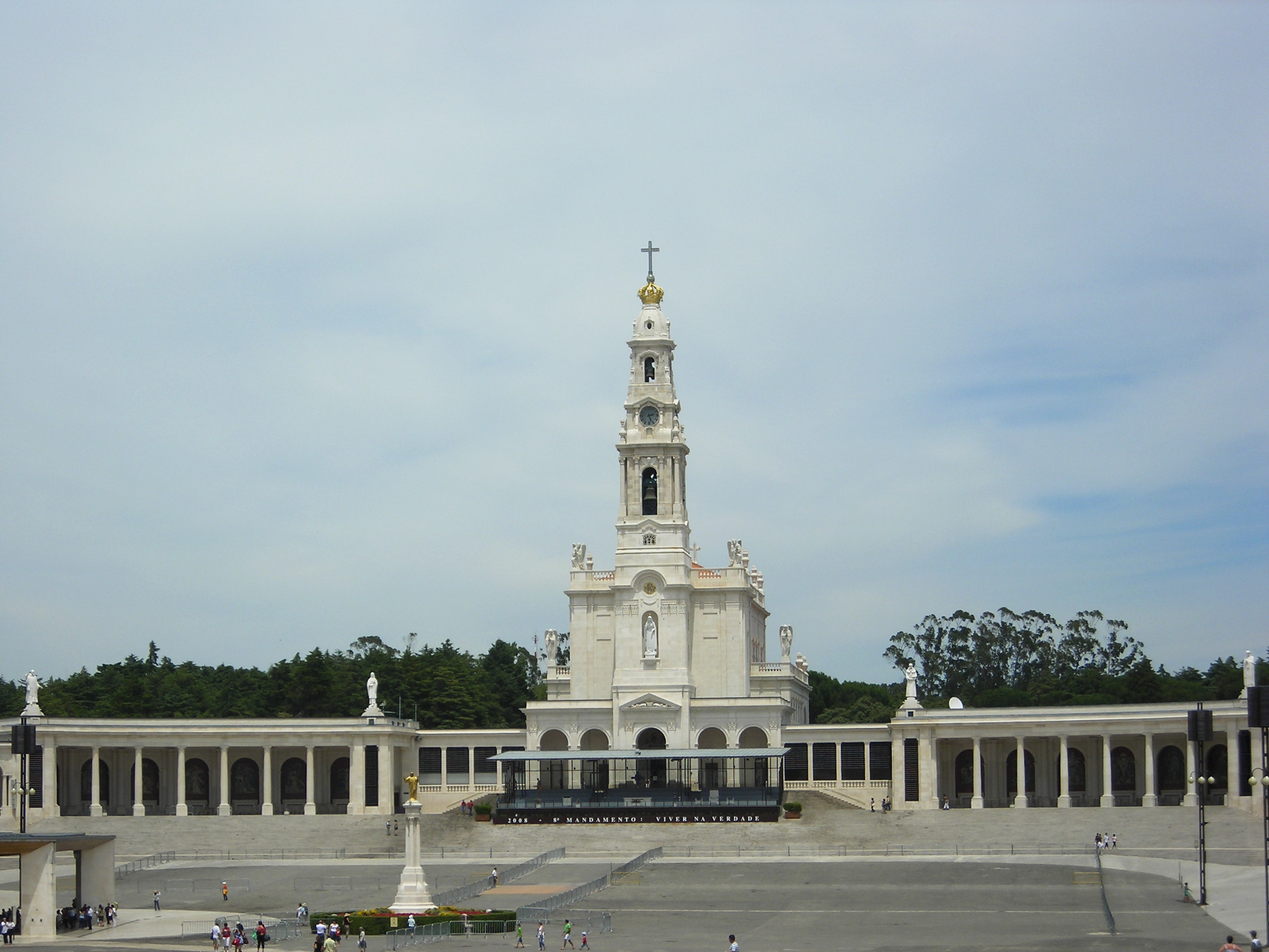
Le sanctuaire de Fátima, au Portugal.

Le tourisme religieux, appelé aussi tourisme de la foi, est le fait d’appréhender dans le contexte du tourisme les lieux saints et la visite que les touristes de diverses convictions religieuses effectuent dans ces lieux dans un but de pèlerinage, de rassemblements religieux ou à des fins de loisirs.
La plus grande destination de tourisme religieux est La Mecque qui attire chaque année 35 millions de pèlerins musulmans. En 2008, ce tourisme représente une industrie de 18 milliards de dollars et de 300 millions de voyageurs dans le monde.

## Segments du marché touristique religieux
Les principaux segments sont :
- le pèlerinage : en 2013, le nombre annuel de pèlerins est estimé à 130 millions, dont 70 millions de chrétiens (soit 60 % du total), les 40 % restants se partageant entre l'islam, le bouddhisme et l'hindouisme[4]
- la participation à des grands rassemblements religieux (Journées mondiales de la jeunesse, conférences de congrégations, congrès eucharistiques, Années saintes, fêtes religieuses)
- le voyage religieux pour des fins de loisirs culturels : croisières, visites de sites (églises, cathédrales, monastères, cimetières) et de sanctuaires religieux[5], safaris, visites d’attractions touristiques
- le volontourisme
- le voyage missionnaire
- la retraite spirituelle (en hébergement : week-end, semaine, mois)